# Ligue 2 2022-23
La temporada 2022-23 de la Ligue 2 fue la 84.ª temporada desde su creación. Segundo nivel en la jerarquía del fútbol en Francia después de la Ligue 1, el campeonato está compuesto por 20 clubes profesionales. El torneo es organizado por la Ligue de Football Professionnel. Por motivos comerciales el torneo se llama Ligue 2 BKT.

## Relevos
| Pos. | a Ligue 1 2022-23 |
| ---- | ----------------- |
| 1.º  | Toulouse FC       |
| 2.º  | Athletic Ajaccio  |
| 3º   | AJ Auxerre        |

| Pos. | A la Ligue 2         |
| ---- | -------------------- |
| 18º  | AS Saint-Étienne     |
| 19.º | FC Metz              |
| 20.º | Girondins de Burdeos |

| Pos. | A la Ligue 2         |
| ---- | -------------------- |
| 18º  | AS Saint-Étienne     |
| 19.º | FC Metz              |
| 20.º | Girondins de Burdeos |

| Pos. | a Ligue 2 2022-23 |
| ---- | ----------------- |
| 1.º  | Stade Laval       |
| 2.º  | Annecy FC         |

| Pos. | a Championnat National 2022-23 |
| ---- | ------------------------------ |
| 19.º | Union Dunkerque                |
| 20.º | AS Nancy                       |

## Equipos participantes

### Información de los equipos
| Equipo                                  | Ciudad        | Estadio                 | Capacidad | Entrenador              | Capitán             |
| --------------------------------------- | ------------- | ----------------------- | --------- | ----------------------- | ------------------- |
| Amiens Sporting Club                    | Amiens        | Estadio de la Licorne   | 12 097    | Philippe Hinschberger   | Arnaud Lusamba      |
| Annecy Football Club                    | Annecy        | Parc des Sports         | 15 660    | Laurent Guyot           |                     |
| Sporting Club Bastiais                  | Bastia        | Stade Armand Cesari     | 16 500    | Régis Brouard           | Gilles Cioni        |
| Stade Malherbe Caen                     | Caen          | Estadio Michel d'Ornano | 21 500    | Stéphane Moulin         | Jonathan Rivierez   |
| Dijon Football Côte d'Or                | Dijon         | Stade Gaston Gérard     | 16 098    | Patrice Garande         | Bruno Ecuele Manga  |
| Grenoble Foot 38                        | Grenoble      | Stade des Alpes         | 20 000    | Vincent Hognon          | Brice Maubleu       |
| En Avant de Guingamp                    | Guingamp      | Stade du Roudourou      | 18 126    | Stéphane Dumont         | Christophe Kerbrat  |
| Le Havre Athletic Club                  | El Havre      | Stade Océane            | 25 178    | Paul Le Guen            | Alexandre Bonnet    |
| Football Club de Metz                   | Metz          | Stade Saint-Symphorien  | 25 636    | Frédéric Antonetti      | Renaud Cohade       |
| Nîmes Olympique                         | Nimes         | Stade des Costières     | 18 482    | Nicolas Usaï            | Anthony Briançon    |
| Chamois Niortais Football Club          | Niort         | Estadio René Gaillard   | 11 352    | Sébastien Desabre       | Dylan Louiserre     |
| París Football Club                     | París         | Estadio Charléty        | 20 000    | Thierry Laurey          | Vincent Demarconnay |
| Pau Football club                       | Pau           | Nouste Camp             | 4031      | Didier Tholot           | Antoine Batisse     |
| Union sportive Quevilly-Rouen Métropole | Ruan          | Stade Robert Diochon    | 12 018    | Fabien Mercadal         | Romain Padovani     |
| Rodez Aveyron Football                  | Rodez         | Stade Paul-Lignon       | 2 433     | Laurent Peyrelade       | Pierre Bardy        |
| Association Sportive de Saint-Étienne   | Saint-Étienne | Stade Geoffroy-Guichard | 41 965    | Laurent Batlles         | Loïc Perrin         |
| Stade Lavallois Mayenne Football Club   | Laval         | Stade Francis Le Basser | 18 607    | Olivier Frapolli        |                     |
| Football Club Sochaux-Montbéliard       | Montbéliard   | Stade Auguste Bonal     | 20 005    | Omar Daf                | Maxence Prévot      |
| Valenciennes Football Club              | Valenciennes  | Estadio de Hainaut      | 25 000    | Christophe Delmotte INT | Laurent Dos Santos  |
| FC Girondins de Burdeos                 | Burdeos       | Matmut Atlantique       | 42 115    | David Guion             |                     |

### Cambios de entrenadores
| Equipo | Entrenador (Jornadas) | Fecha de vacante | Tipo de salida | Posición en la tabla | Entrenador entrante | Fecha de nombramiento |
| ------ | --------------------- | ---------------- | -------------- | -------------------- | ------------------- | --------------------- |

## Desarrollo

### Clasificación
| Pos. | Equipo                | Pts. | PJ | G  | E  | P  | GF | GC | Dif. | Clasificación 2023-24              |
| ---- | --------------------- | ---- | -- | -- | -- | -- | -- | -- | ---- | ---------------------------------- |
| 1    | Havre Athletic (C, A) | 75   | 38 | 20 | 15 | 3  | 46 | 19 | +27  | Ascenso a la Ligue 1               |
| 2    | FC Metz (A)           | 72   | 38 | 20 | 12 | 6  | 61 | 33 | +28  | Ascenso a la Ligue 1               |
| 3    | Girondins Burdeos     | 69   | 38 | 20 | 9  | 9  | 51 | 28 | +23  |                                    |
| 4    | Sporting Bastia       | 60   | 38 | 17 | 9  | 12 | 52 | 45 | +7   |                                    |
| 5    | SM Caen               | 59   | 38 | 16 | 11 | 11 | 52 | 43 | +9   |                                    |
| 6    | En Avant Guingamp     | 55   | 38 | 15 | 10 | 13 | 51 | 46 | +5   |                                    |
| 7    | París FC              | 55   | 38 | 15 | 10 | 13 | 45 | 43 | +2   |                                    |
| 8    | AS Saint-Étienne      | 53   | 38 | 15 | 11 | 12 | 63 | 57 | +6   |                                    |
| 9    | FC Sochaux (D)        | 52   | 38 | 15 | 7  | 16 | 54 | 41 | +13  | Descenso a la Championnat National |
| 10   | Grenoble Foot         | 51   | 38 | 14 | 9  | 15 | 33 | 36 | −3   |                                    |
| 11   | Unión Quevilly        | 50   | 38 | 12 | 14 | 12 | 47 | 49 | −2   |                                    |
| 12   | Amiens SC             | 47   | 38 | 13 | 8  | 17 | 40 | 52 | −12  |                                    |
| 13   | Pau FC                | 47   | 38 | 12 | 11 | 15 | 40 | 52 | −12  |                                    |
| 14   | Rodez AF              | 46   | 38 | 11 | 13 | 14 | 39 | 44 | −5   |                                    |
| 15   | Stade Laval           | 46   | 38 | 14 | 4  | 20 | 44 | 56 | −12  |                                    |
| 16   | Valenciennes FC       | 45   | 38 | 10 | 15 | 13 | 42 | 49 | −7   |                                    |
| 17   | Annecy FC             | 45   | 38 | 11 | 12 | 15 | 39 | 51 | −12  |                                    |
| 18   | Dijon FCO (D)         | 42   | 38 | 10 | 12 | 16 | 38 | 43 | −5   | Descenso a la Championnat National |
| 19   | Nîmes Olympique (D)   | 36   | 38 | 10 | 6  | 22 | 44 | 62 | −18  | Descenso a la Championnat National |
| 20   | Niort FC (D)          | 29   | 38 | 7  | 8  | 23 | 35 | 67 | −32  | Descenso a la Championnat National |

Actualizado a los partidos jugados el 12 de junio de 2023.
 Fuente: Soccerway
Notas:
1. ↑  AS Saint-Étienne fue sancionado con la perdida de 3 puntos por decisiones federativas

El 11 de julio el FC Sochaux es descendido a la Championnat National por motivos económicos.

### Evolución de la clasificación
| Equipo            | 01 | 02 | 03 | 04 | 05 | 06 | 07  | 08  | 09  | 10 | 11 | 12 | 13 | 14 | 15 | 16 | 17 | 18 | 19 | 20 | 21 | 22 | 23  | 24  | 25  | 26  | 27 | 28 | 29 | 30 | 31 | 32 | 33 | 34 | 35 | 36 | 37 | 38   |
| ----------------- | -- | -- | -- | -- | -- | -- | --- | --- | --- | -- | -- | -- | -- | -- | -- | -- | -- | -- | -- | -- | -- | -- | --- | --- | --- | --- | -- | -- | -- | -- | -- | -- | -- | -- | -- | -- | -- | ---- |
| Havre Athletic    | 9  | 16 | 16 | 10 | 10 | 8  | 4   | 2   | 2   | 4  | 3  | 2  | 2  | 1  | 1  | 1  | 1  | 1  | 1  | 1  | 1  | 1  | 1   | 1   | 1   | 1   | 1  | 1  | 1  | 1  | 1  | 1  | 1  | 1  | 1  | 1  | 1  | 1    |
| FC Metz           | 2  | 8  | 5  | 5  | 7  | 5  | 7   | 8   | 10  | 9  | 10 | 11 | 12 | 11 | 8  | 10 | 6  | 4  | 3  | 4  | 5  | 4  | 4   | 4   | 4   | 4   | 4  | 4  | 3  | 4  | 3  | 3  | 3  | 3  | 3  | 3  | 2  | 2    |
| Girondins Burdeos | 7  | 3  | 2  | 3  | 5  | 2  | 1   | 4   | 3   | 1  | 1  | 1  | 1  | 2  | 2  | 3  | 2  | 2  | 2  | 2  | 3  | 3  | 3   | 2   | 2   | 2   | 2  | 2  | 2  | 2  | 2  | 2  | 2  | 2  | 2  | 2  | 3  | 3**  |
| Sporting Bastia   | 18 | 9  | 4  | 8  | 11 | 15 | 11  | 11  | 8   | 7  | 9  | 9  | 9  | 12 | 14 | 13 | 11 | 11 | 8  | 5  | 4  | 6  | 7   | 8   | 8   | 5   | 5  | 5  | 5  | 5  | 5  | 6  | 4  | 4  | 4  | 4  | 4  | 4    |
| SM Caen           | 6  | 2  | 3  | 1  | 1  | 1  | 5   | 3   | 6   | 8  | 6  | 8  | 7  | 7  | 5  | 7  | 7  | 8  | 7  | 8  | 8  | 8  | 8   | 6   | 5   | 6   | 7  | 6  | 6  | 7  | 6  | 5  | 6  | 6  | 5  | 5  | 5  | 5    |
| En Avant Guingamp | 1  | 1  | 1  | 6  | 3  | 7  | 9*  | 6*  | 5*  | 5  | 7  | 7  | 8  | 8  | 11 | 8  | 12 | 12 | 13 | 10 | 11 | 13 | 10  | 11  | 12  | 10  | 10 | 9  | 10 | 12 | 10 | 11 | 8  | 11 | 9  | 10 | 7  | 6    |
| París FC          | 10 | 5  | 9  | 11 | 13 | 11 | 13  | 10  | 12  | 10 | 11 | 10 | 10 | 9  | 12 | 9  | 10 | 7  | 9  | 11 | 13 | 12 | 13* | 14* | 11* | 14* | 9  | 10 | 8  | 9  | 11 | 9  | 10 | 9  | 10 | 7  | 8  | 7    |
| AS Saint-Étienne  | 16 | 13 | 14 | 20 | 20 | 19 | 19  | 15  | 18  | 18 | 18 | 19 | 18 | 19 | 20 | 20 | 20 | 20 | 18 | 19 | 19 | 18 | 16  | 15  | 15  | 13  | 13 | 12 | 12 | 11 | 9  | 10 | 11 | 10 | 11 | 9  | 10 | 8    |
| FC Sochaux        | 13 | 17 | 18 | 14 | 6  | 6  | 3   | 1   | 1   | 3  | 4  | 3  | 3  | 4  | 3  | 2  | 3  | 3  | 4  | 3  | 2  | 2  | 2   | 3   | 3   | 3   | 3  | 3  | 4  | 3  | 4  | 4  | 5  | 5  | 6  | 6  | 6  | 9    |
| Grenoble Foot     | 8  | 6  | 12 | 13 | 15 | 10 | 10  | 13  | 9   | 11 | 8  | 6  | 5  | 3  | 4  | 4  | 5  | 6  | 5  | 7  | 7  | 5  | 5   | 5   | 7   | 8   | 6  | 7  | 7  | 6  | 7  | 7  | 7  | 7  | 7  | 8  | 9  | 10   |
| Union Quevilly    | 11 | 15 | 15 | 16 | 12 | 14 | 15  | 17  | 19  | 15 | 12 | 12 | 13 | 15 | 13 | 11 | 8  | 9  | 10 | 9  | 10 | 9  | 6   | 7   | 6   | 7   | 8  | 8  | 9  | 8  | 8  | 8  | 9  | 8  | 8  | 11 | 11 | 11   |
| Amiens SC         | 19 | 12 | 7  | 2  | 4  | 4  | 2   | 5   | 4   | 2  | 2  | 4  | 4  | 6  | 7  | 6  | 4  | 5  | 6  | 6  | 6  | 7  | 9*  | 9*  | 9*  | 9*  | 11 | 11 | 11 | 10 | 12 | 14 | 13 | 12 | 12 | 12 | 12 | 12   |
| Pau FC            | 20 | 19 | 17 | 18 | 19 | 20 | 20  | 19  | 14  | 16 | 16 | 13 | 11 | 10 | 9  | 12 | 13 | 13 | 15 | 15 | 14 | 15 | 15  | 16  | 16  | 16  | 16 | 15 | 16 | 15 | 14 | 13 | 14 | 14 | 14 | 17 | 15 | 13   |
| Rodez AF          | 12 | 18 | 19 | 17 | 17 | 18 | 18* | 20* | 16* | 14 | 15 | 17 | 17 | 18 | 18 | 18 | 17 | 16 | 17 | 17 | 18 | 19 | 20  | 20  | 20  | 18  | 17 | 16 | 13 | 14 | 13 | 12 | 12 | 13 | 13 | 13 | 16 | 14** |
| Stade Laval       | 3  | 10 | 6  | 7  | 8  | 12 | 14  | 16  | 13  | 13 | 17 | 14 | 14 | 13 | 10 | 14 | 15 | 15 | 14 | 14 | 12 | 14 | 14  | 12  | 14  | 15  | 15 | 17 | 17 | 17 | 17 | 17 | 18 | 17 | 16 | 18 | 17 | 15   |
| Valenciennes FC   | 14 | 7  | 11 | 12 | 14 | 9  | 6   | 7   | 7   | 6  | 5  | 5  | 6  | 5  | 6  | 5  | 9  | 10 | 11 | 12 | 15 | 10 | 12  | 13  | 13  | 12  | 12 | 14 | 14 | 16 | 16 | 15 | 15 | 15 | 17 | 14 | 13 | 16   |
| Annecy FC         | 15 | 20 | 20 | 19 | 18 | 17 | 17  | 12  | 15  | 17 | 13 | 16 | 16 | 14 | 15 | 15 | 14 | 14 | 12 | 13 | 9  | 11 | 11  | 10  | 10  | 11  | 14 | 13 | 15 | 13 | 15 | 16 | 16 | 16 | 15 | 15 | 14 | 17   |
| Dijon FCO         | 4  | 4  | 8  | 4  | 2  | 3  | 8   | 9   | 11  | 12 | 14 | 15 | 15 | 17 | 17 | 16 | 16 | 17 | 16 | 16 | 17 | 17 | 19  | 19  | 17  | 17  | 18 | 18 | 19 | 18 | 18 | 18 | 17 | 18 | 18 | 16 | 18 | 18   |
| Nîmes Olympique   | 17 | 14 | 10 | 15 | 9  | 13 | 12  | 14  | 17  | 19 | 19 | 18 | 19 | 16 | 16 | 17 | 18 | 19 | 20 | 18 | 16 | 16 | 17  | 17  | 18  | 19  | 19 | 19 | 18 | 19 | 19 | 19 | 19 | 19 | 19 | 19 | 19 | 19   |
| Niort FC          | 5  | 11 | 13 | 9  | 16 | 16 | 16  | 18  | 20  | 20 | 20 | 20 | 20 | 20 | 19 | 19 | 19 | 18 | 19 | 20 | 20 | 20 | 18  | 18  | 19  | 20  | 20 | 20 | 20 | 20 | 20 | 20 | 20 | 20 | 20 | 20 | 20 | 20   |

(*) Indica la posición del equipo con un partido pendiente
(**) El partido Burdeos-Rodez se abandonó en la primera parte después de que un aficionado del Burdeos entrara al terreno de juego y empujara al jugador del Rodez Lucas Buádes, que cayó al suelo. El 12 de junio, luego de una investigación, la LFP dictaminó que el resultado antes de que el partido fuera suspendido y otorgó una deducción de un punto para el Burdeos al comienzo de la temporada 2023-24.

## Resultados
| Local \ Visitante | AMI | ANN | SCB | BUR | SMC | DIJ | GRE | EAG | HAV | MET | NIM | NIO | PAR | PAU | USQ | ROD | STE | FCS | LAV | VAL |
| ----------------- | --- | --- | --- | --- | --- | --- | --- | --- | --- | --- | --- | --- | --- | --- | --- | --- | --- | --- | --- | --- |
| Amiens            | —   | 1–0 | 3–1 | 1–2 | 1–3 | 2–1 | 1–0 | 1–1 | 1–1 | 0–2 | 1–0 | 3–0 | 1–1 | 1–0 | 0–2 | 1–3 | 0–1 | 1–0 | 1–2 | 0–2 |
| Annecy            | 2–0 | —   | 0–2 | 1–0 | 2–0 | 1–1 |     | 1–1 | 1–0 | 0–3 | 0–0 | 1–2 | 2–0 | 0–2 | 1–0 | 0–3 | 2–1 | 2–1 | 0–1 | 2–1 |
| Bastia            | 1–1 | 3–0 | —   | 1–1 | 1–0 | 1–0 | 3–0 | 1–1 | 1–1 | 1–0 | 4–2 | 2–1 | 0–1 | 1–0 | 0–1 | 0–2 | 2–0 | 3–2 | 0–2 | 1–0 |
| Burdeos           | 1–1 | 1–0 | 2–0 | —   | 1–0 | 2–1 | 3–0 | 0–1 | 1–2 | 2–0 | 1–0 | 1–0 | 2–1 | 1–1 | 4–0 | 0–1 | 1–1 | 2–1 | 3–0 | 0–0 |
| Caen              | 3–1 | 0–0 | 3–1 | 2–2 | —   | 2–1 | 2–1 | 4–1 | 1–2 | 1–0 | 4–2 | 1–0 | 3–1 | 1–1 | 0–1 | 2–0 | 2–2 | 0–0 | 0–0 | 2–1 |
| Dijon             | 3–0 | 0–2 | 1–1 | 0–3 | 2–2 | —   | 1–0 | 1–1 | 0–0 | 0–0 | 2–1 | 0–1 | 1–1 | 0–1 | 0–0 | 1–0 | 2–1 | 0–2 | 5–0 | 2–1 |
| Grenoble Foot     | 2–1 | 2–1 | 0–1 | 0–0 | 1–0 | 0–0 | —   | 0–2 | 0–0 | 0–1 | 3–2 | 2–0 | 1–2 | 1–1 | 1–0 | 1–1 | 0–2 | 1–0 | 3–2 | 1–0 |
| Guingamp          | 3–1 | 0–4 | 1–1 | 0–1 | 1–2 | 2–0 | 2–4 | —   | 0–1 | 1–1 | 1–2 | 2–0 | 0–0 | 4–0 | 0–2 | 0–0 | 2–1 | 1–2 | 3–1 | 3–1 |
| Le Havre          | 1–1 | 2–0 | 3–0 | 1–0 | 2–1 | 1–0 | 0–0 | 0–0 | —   | 2–0 | 3–1 | 1–0 | 0–0 | 1–1 | 0–0 | 1–0 | 2–2 | 1–0 | 2–1 | 0–2 |
| Metz              | 3–0 | 0–0 | 3–2 | 3–0 | 0–0 | 1–2 | 1–0 | 3–6 | 1–1 | —   | 2–0 | 0–0 | 1–1 | 1–0 | 2–0 | 1–1 | 3–2 | 0–0 | 1–0 | 2–0 |
| Nîmes             | 2–0 | 4–0 | 0–0 | 1–0 | 0–1 | 1–2 | 0–2 | 1–2 | 0–1 | 1–4 | —   | 3–2 | 0–1 | 3–2 | 2–0 | 1–0 | 1–2 | 3–1 | 1–0 | 3–3 |
| Niort             | 1–3 | 2–2 | 1–4 | 3–1 | 1–2 | 2–1 | 0–3 | 0–0 | 0–1 | 1–3 | 1–1 | —   | 2–1 | 2–1 | 3–3 | 2–3 | 0–1 | 0–3 | 3–2 | 0–1 |
| París FC          | 3–0 | 1–0 | 0–1 | 1–3 | 1–1 | 2–1 | 1–0 | 1–2 | 0–0 | 1–4 | 3–0 | 3–0 | —   | 0–1 | 2–1 | 1–2 | 2–4 | 2–1 | 0–0 | 0–1 |
| Pau FC            | 2–1 | 2–2 | 2–6 | 0–2 | 1–0 | 0–0 | 0–0 | 2–1 | 0–1 | 1–1 | 1–0 | 1–0 | 0–1 | —   | 3–4 | 2–2 | 2–2 | 0–3 | 0–1 | 1–0 |
| Quevilly          | 1–3 | 2–2 | 1–1 | 0–0 | 2–1 | 2–2 | 2–0 | 2–0 | 0–1 | 1–2 | 3–1 | 3–3 | 3–1 | 2–1 | —   | 0–0 | 2–2 | 0–0 | 1–3 | 1–1 |
| Rodez             | 0–1 | 2–2 | 0–2 | 0–3 | 3–2 | 2–1 | 0–1 | 0–1 | 1–1 | 1–4 | 1–1 | 1–1 | 0–0 | 2–3 | 1–0 | —   | 1–1 | 1–2 | 1–0 | 1–1 |
| Saint-Étienne     | 1–1 | 3–2 | 5–0 | 2–0 | 1–1 | 2–0 | 2–2 | 3–2 | 0–6 | 1–3 | 1–1 | 2–0 | 0–2 | 2–0 | 4–2 | 0–2 | —   | 2–3 | 1–0 | 2–0 |
| Sochaux           | 0–1 | 5–1 | 1–0 | 1–1 | 1–2 | 0–2 | 1–0 | 0–1 | 1–1 | 0–1 | 3–1 | 3–0 | 0–0 | 2–3 | 2–2 | 1–0 | 2–1 | —   | 4–1 | 4–0 |
| Stade Lavallois   | 0–3 | 1–1 | 2–1 | 1–2 | 4–0 | 1–0 | 0–1 | 1–2 | 1–3 | 3–3 | 2–0 | 2–1 | 1–2 | 0–1 | 0–1 | 3–1 | 2–1 | 2–1 | —   | 1–0 |
| Valenciennes      | 1–1 | 2–2 | 2–2 | 0–2 | 1–1 | 2–2 | 1–0 | 1–0 | 1–0 | 1–1 | 3–2 | 0–0 | 4–5 | 1–1 | 0–0 | 0–0 | 2–2 | 2–1 | 3–1 | —   |